# Denis Pimankov
Denis Sergeevič Pimankov (in russo Денис Сергеевич Пиманков?; Sverdlovsk, 4 febbraio 1975) è un ex nuotatore russo.
Ha gareggiato in tre edizioni olimpiche, a partire da Atlanta 1996.

## Palmarès
- Olimpiadi

Atlanta 1996: argento nella 4x100m sl.
- Mondiali

Perth 1998: bronzo nella 4x100m sl.
Barcellona 2003: oro nella 4x100m sl e argento nella 4x100m misti.
- Mondiali in vasca corta

Rio de Janeiro 1995: argento nei 100m farfalla e bronzo nella 4x100m misti.
Atene 2000: bronzo nella 4x200m sl.
Mosca 2002: bronzo nella 4x100m sl e nella 4x100m misti.
- Europei

Siviglia 1997: oro nella 4x100m sl.
Istanbul 1999: argento nella 4x100m sl.
Helsinki 2000: oro nella 4x100m sl.
Madrid 2004: argento nella 4x100m sl.
- Europei in vasca corta

Valencia 2000: argento nei 100m sl.
- Universiadi

Palma di Maiorca 1999: oro nei 100m sl.